# Tiberios II.

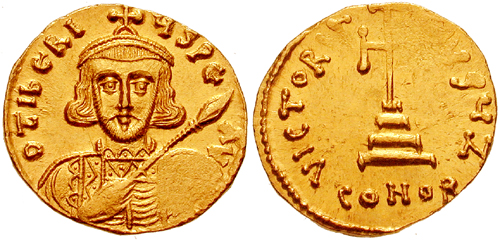
Solidus des Tiberios Apsimaros mit der Inschrift D TIbERI-YS PE - AV (Dominus noster TIBERIUS PErpetuus AUgustus, also Unser Herr Tiberius der immerwährende Kaiser) auf der Vorderseite und auf der Rückseite VICTORIA AVGY (VICTORIA AUGUstorum, also Sieg der Kaiser).

Tiberios II. (III.) Apsimaros (mittelgriechisch Τιβέριος Αψίμαρος, lateinisch Tiberius Apsimarus; † 15. Februar 706 in Konstantinopel) war byzantinischer Kaiser (698–705).

## Leben
Über Familie und Jugend des Tiberios ist nichts bekannt; sein Geburtsname Apsimar dürfte germanischen Ursprungs sein. Laut Ralph-Johannes Lilie war er vielleicht ein Abkömmling von Goten, den Gothograikoi, die lange zuvor in dem Gebiet des späteren Themas Kibyrrhaioton angesiedelt worden waren. In den Quellen taucht er erst in Zusammenhang mit seiner Erhebung zum Kaiser auf.
Als der Kalif Abd al-Malik den Bürgerkrieg um das Kalifat (zweite Fitna 680–692) für sich und die Umayyaden entschied, befahl er die Fortsetzung der Eroberung des Maghrebs. 697 gelang den Arabern die Eroberung des byzantinischen Karthagos, doch sandte der byzantinische Kaiser Leontios umgehend eine Flottenexpedition aus, um die Stadt zurückzuerobern. Den Byzantinern gelang ein Überraschungsangriff und sie eroberten zuerst den Hafen und dann die Stadt zurück. Die Araber stellten daraufhin im Frühling 698 eine etwa 40.000 Mann starke Armee in Kairo auf und eroberten Karthago erneut. Die byzantinischen Befehlshaber und ein Teil ihrer Getreuen konnten sich vor der endgültigen Besetzung der Stadt über den Seeweg absetzen.
Als die Flotte auf ihrer Heimreise nach Konstantinopel auf Kreta ankerte, befürchteten manche ihrer Befehlshaber, von Kaiser Leontios für den Fehlschlag und den Verlust des Exarchats von Karthago verantwortlich gemacht zu werden. Daher meuterten sie und riefen Apsimar, der den militärischen Rang eines Droungarios (entspricht heute in etwa einem Konteradmiral) hatte, zum Gegenkaiser aus. Er nahm schließlich nach monatelanger Belagerung durch Verrat Konstantinopel ein und bestieg als Tiberios II. (III.) 698 den byzantinischen Thron.
Die Regierungszeit des Tiberios war von anhaltenden schweren Kämpfen gegen die Araber geprägt. Dabei erzielten die byzantinischen Truppen unter dem Oberbefehl von Tiberios’ Bruder Herakleios bedeutende Erfolge. Insbesondere Armenien war Kriegsschauplatz und wurde schwer verwüstet.
Der 695 von Leontios gestürzte und verbannte Kaiser Justinian II. konnte die Unterstützung des bulgarischen Khans Terwel gewinnen, und die beiden belagerten im Sommer 705 mit einem starken bulgarischen Heer Konstantinopel. Nachdem die Belagerer durch einen Aquädukt in die Stadt eingedrungen waren, gab Tiberios den Kampf um den Thron auf. Er wurde auf der Flucht gefasst und später auf Befehl Justinians zusammen mit seinem Vorgänger Leontios hingerichtet. Auch seinen Bruder Herakleios ließ Justinian hinrichten. Sein Sohn Theodosios wird traditionell mit dem ikonoklastischen Metropoliten von Ephesos identifiziert, der 754 dem Konzil von Hiereia vorsaß.